# مسئله‌های لانداو

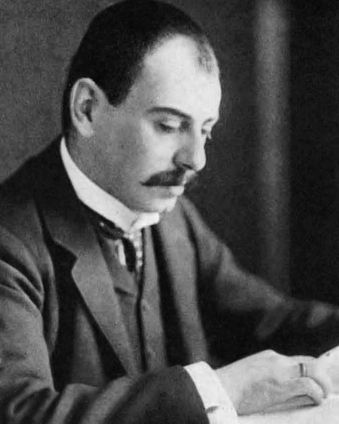
ادموند لانداو، ریاضی‌دان آلمانی

در کنگره جهانی ریاضیدانان در سال ۱۹۱۲، ادموند لانداو فهرستی از چهار مسئلهٔ اساسی ریاضی دربارهٔ اعداد اول را مطرح کرد. این مسائل در سخنرانی او مطرح شدند و اکنون به‌عنوان مسائل دانداو شناخته می‌شوند. این مسائل به شرح زیر هستند:
1. حدس گلدباخ: آیا می‌توان هر عدد صحیح زوج بزرگ‌تر از ۲ را به‌صورت مجموع دو عدد اول نوشت؟
2. حدس اعداد اول دوقلو: آیا تعداد نامتناهی اعداد اول p وجود دارند که p+2 نیز اول باشد؟
3. حدس لژاندر: آیا همیشه یک عدد اول بین دو مربع کامل متوالی وجود دارد؟
4. آیا تعداد متناهی اعداد اول p وجود دارند که p-1 مربع کامل باشد؟ به بیانی دیگر، آیا تعداد نامتناهی اعداد اول به‌شکل

هم‌اکنون تا ژانویه ۲۰۲۵، هیچ یک از چهار مسئله حل نشده‌اند.